# Jonathan Dawson
Jonathan Dawson (24 de noviembre de 1941 - 9 de agosto de 2013) fue un académico australiano, cineasta, crítico y literario cinematográfico y locutor.

## Biografía
Jonathan Dawson nació en Melbourne. En la Universidad de Melbourne se graduó con honores en Inglés y ganó premios por su actuación y dos One Act Playwriting Competitions (El Premio World Record Club). Publicó muchos poemas y relatos cortos, y más tarde, como poesía intérprete, a menudo acompañado por el guitarrista Glen Tomassetti en La Mama. Su obra, A Cup of Tea with Mrs Groom se llevó a cabo en La Mama, dirigida por Graeme Blundell. También creó dos de las revistas universitarias de mayor éxito de la década (1960).
Después de graduarse, se unió a la Australian Broadcasting Corporation como aprendiz de radio y productor / Director de TV y dirigido muchos programas educativos y dramas de radio, así como dramas y documentales. Salió de la ABC para unirse a Crawford Productions como director guionista de Homicide y posteriormente de División 4. Más tarde, pasó a Chanel 9 en Sídney para dirigir The Link Men y escribir para otras series como Rush y The Box.
Continuó publicando poesía e historias cortas, pero dejó la industria del cine a tiempo completo para configurar el nueva departamento de estudios de medios de comunicación y cursos de escritura de guiones en la Universidad de Canberra, dejando allí para ayudar a establecer Foundation Year de la Universidad de Griffith en el año 1975 en donde trabajó para crear los nuevos estudios de pantalla y cursos de producción con empresa reconocidas a nivel internacional, una serie de programas de postgrado que han producido y guiado a muchos de los principales estudiosos del cine y cineastas en los estudios internacionales de pantalla actual.
Jonathan Dawson tuvo dos hijos: Patrick (nacido el 1 de febrero de 1971) y Olivia (nacido el 8 de octubre de 1972). Vivió y escribió a tiempo completo en Hobart, Tasmania, con su esposa, diseñadora de moda y escritora, Felicity Dawson. El 9 de agosto de 2013, Dawson murió tras una larga batalla con una enfermedad.

## Películas
- Final Cut, escritor, 90 minutos, 1980< http://www.imdb.com/title/tt0080737/>
- Ginger Meggs, director, 100 mins, 1983<http://www.imdb.com/title/tt0084003/>

## Documentales seleccionados
Horse on the Seventh Floor, (escritor/director,1978)  <http://www.imdb.com/title/tt0387291/>
The Myth Makers,(escritor/director, 1980)  <http://www.imdb.com/title/tt0389187/>
The Legend of Fred Paterson, (escritor/ director,1996)  <http://www.imdb.com/title/tt0399273/>
no one can find little girls anymore, escritor / productor / director,1998) <http://www.imdb.com.title/tt1843997 (enlace roto disponible en Internet Archive; véase el historial, la primera versión y la última).> y ver <https://web.archive.org/web/20100602073820/http://www.ackerfilm.com/credits.html>

## Libros
- Media Production (1974) Melbourne: Thomas Nelson. ISBN 17 004978 7
- Queensland Images (1990) Brisbane: University of Queensland Press. ISBN 0-7022-2331-X
- Screenwriting: a Manual (2000; repr: 2001) Melbourne: Oxford University Press. ISBN 0-19-550832-7